# PGC 213034
LEDA/PGC 213034 ist eine Galaxie im Sternbild Andromeda am Nordsternhimmel. Sie ist schätzungsweise 985 Millionen Lichtjahre von der Milchstraße entfernt und hat einen Durchmesser von etwa 100.000 Lichtjahren. Vom Sonnensystem aus entfernt sich das Objekt mit einer errechneten Radialgeschwindigkeit von näherungsweise 21.900 Kilometern pro Sekunde.

## Galaktisches Umfeld
| Nr. | Galaxie         | Alternativname          | Rek           | Dek           | Distanz/asec |
| --- | --------------- | ----------------------- | ------------- | ------------- | ------------ |
| →   | LEDA/PGC 213034 | 2MASX J02355537+4237167 | 02h35m55.34s  | +42d37m16.7s  | 0            |
| 1   | LEDA/PGC 9870   | UGC 2074                | 02h36m02.500s | +42d36m51.15s | 86.53        |
| 2   | LEDA/PGC 9873   | UGC 2073                | 02h36m04.400s | +42d25m15.28s | 729.69       |